# 長濱一眞
長濱 一眞（ながはま かずま、1983年 - ）は、日本の文芸評論家。本名は長濱一真。滋賀県出身。

## 略歴
- 2009年、近畿大学大学院文芸学研究科日本文学専攻創作・評論コース修了。
- 2013年より、『子午線』の編集同人。
- 2014年、「哀悼遊戯と星座 ベンヤミン『ドイツ哀悼遊戯の根源』の総体的な構成を巡る考察」により大阪府立大学人間社会学研究科で博士（人間科学）を取得。
- 2019年1月から12月まで、『週刊読書人』で論壇時評「論潮」を担当。

## 著書
- 『近代のはずみ、ひずみ: 深田康算と中井正一』航思社 2020年

## 作品リスト
- 「彼岸を剥奪された天女」『映画芸術』435号 2011年
- 「ブレヒト、介入する　バートルビーとリリパットへ」『子午線 原理・形態・批評』vol.1 2013年
- 「コンサルティングか、「社会思想」か?」『情況別冊 思想理論編第3号』 2013年
- 「魔法の鏡の社会への註解 アレント,アガンベン,シチュアシオニストを巡る」『子午線 原理・形態・批評』vol.2 2013年
- 「「文学」まで　日本近代文学の開祖 小林秀雄」『子午線 原理・形態・批評』vol.3 2015年
- 「「戦後70年」の国民──シングル・イシュー運動を越えるための覚え書」『子午線 原理・形態・批評』vol.4 2016年
- 「毒虫あんにゃ――黒田喜夫小論」『季刊びーぐる』33号 2016年
- 「終末のサドたち──二〇一五年前後の「反ヘイト」をめぐって」『子午線 原理・形態・批評』vol.5 2017年
- 「「ファースト」を競う「普通」にして「バブリー」な新自由主義の閉塞を抜けて」『週刊読書人』第3271号 2019年
- 「転生しますか、ポストまで――ある「無自覚な集団的傾向」について――」『週刊読書人』第3275号 2019年
- 「「普遍主義」における「内戦」――安心平和な公共圏への自壊――」『週刊読書人』第3279号 2019年
- 「負債者はぜひ「加盟」して返済を――サーバント・レンタルショップ化する「市民社会」――」『週刊読書人』第3284号 2019年
- 「メビウスの輪のなかの陣地戦――（日本における）ポピュリズム運動の限界――」『週刊読書人』第3287号 2019年
- 「魑魅魍魎と人間の国――「「平成」の影」について――」『週刊読書人』第3292号 2019年
- 「啓蒙の弁証法？――「一億総活躍社会」にようこそ」『週刊読書人』第3293号 2019年
- 「醒めよ我が同胞――自由民主主義の隘路――」『週刊読書人』第3295号 2019年
- 「「これは真意ではない」 「合意に満ちあふれた選挙」について」『週刊読書人』第3301号 2019年
- 「九〇年代の遺産としての自由――内戦ー浄化に至る――」『週刊読書人』第3305号 2019年
- 「ブルジョア独裁の風景――「最高責任者」の消極的な無責任について」『週刊読書人』第3309号 2019年